# Józef Teodor Głębocki
Józef Teodor Głębocki herbu Doliwa (ur. 10 marca 1806 Bolesław k. Dąbrowy Tarnowskiej, zm. 23 lutego 1886 Chrzanów), pseudonim J. Doliwa; J.T.G.; Jo.T.G.; Józef Doliwa – oficer artylerii, uczestnik powstania listopadowego, historyk, autor prac dotyczących historii Polski i dziejów wojskowości. Pochowany w Krakowie, na Cmentarzu Rakowickim.

## Życiorys
Syn Stanisława Głębockiego herbu Doliwa i Justyny Lubicz Głębockiej. Uczył się w Krakowie, w 1827 roku otrzymał "stopień kandydata filozofii" na Uniwersytecie Jagiellońskim. W następnym roku wstąpił do 1 kompanii artylerii pieszej stacjonującej w Kozienicach, następnie został wysłany do szkoły podchorążych artylerii w Warszawie. Tam zastało go powstanie listopadowe. Brał udział w bitwach pod Okuniewem i Warem. Za udział w tej ostatniej otrzymał od gen. Skrzyneckiego krzyż Virtuti Militari. Brał jeszcze udział w bitwach pod Grochowem, Nurem, Ostrołęką i na Woli podczas szturmu Warszawy. Nie przekroczył granicy pruskiej, ale w 1832 roku udał się do Krakowa. W 1834 roku rząd rosyjski wydał na niego wyrok śmierci i domagał się od Wolnego Miasta Krakowa wydania Głębockiego, który był zatrudniony w Wydziale Spraw Wewnętrznych Senatu.
Był żonaty z hr. Esterą Szembek. Miał z nią trzech synów. Jeden z nich Władysław był proboszczem w Chrzanowie. Zwłoki zostały przewiezione na cmentarz w Krakowie i zostały złożone we wspólnym grobie weteranów z 1831 roku

## Publikacje
- Rys dziejów wojennych jako wstęp główny (propedeutyka) do umiejętności a sztuki wojowania Kraków 1848
- Zakłady ku ulżeniu cierpieniom bliźnich obecnie w Krakowie istniejące : z wzmianką o dawniejszych, a dziś nieistniejących instytucyach tego rodzaju Kraków 1852
- Życiorys ś. p. Hieronima Kochanowskiego, b. kapitana b. wojsk polskich, posła na sejm Królestwa Polskiego, vice-prezesa Tow. Dobroczynności w Krakowie Kraków 1859

- Napad Karola Gustawa Szwedzkiego na Polskę za Jana Kazimierza w latach 1655-1656-1657 Kraków 1861
- Porównanie zasad wojny wielkiej a podjazdowej Kraków 1864
- Wywód o szkołach rycerskich czyli wojskowych w Polsce w ciągu dziejowym Kraków 1866
- O abdykacji politycznej Kraków 1882
- Wspomnienie z roku 1830-1831 czyli Treściwe przedstawienie dziejów tegoż okresu z powodu rocznicy 50-letniej w r. 1880 obchodzonej Kraków 1887